# Рибен пасаж
Вижте пояснителната страница за други значения на Пасаж.
Пасаж е група риби от един и същ биологичен вид, по изключение и повече видове, които се придвижват заедно и се хранят заедно.
Тези риби плуват в голяма степен успоредно една на друга, на едно и също разстояние в една и съща посока. Рибите могат да плуват през цялата година, сезонно или само при определна причина (природно бедствие). Плувайки с висока скорост, рибите използват енергията на цялото стадо и пасажът може да мигрира хиляди километри.
Образуването на пасаж за рибата носи предимства и недостатъци. Предимството е, че в стадото има по-висока вероятност отделните животни да оцелеят при нападение от хищник: хищникът вижда само ограничен брой риби и може да изяде също така само ограничен брой риби. Така колкото повече риби плуват при едно нападение, по-нисък е рискът за всяка риба. От друга страна голяма група риби може да се привлече повече врагове, отколкото малък пасаж или единични риби. Поради това броят на атаките, и по този начин опасността от хищници, расте с големината на пасажа.
При координирана стратегия за лов, пасажи от хищни риби могат да представляват голяма опасност за групи малки риби. Пример за това са пасажи баракуда, скумрия или костур. Друго предимство на стадото е, че в него вероятността за намиране на партньор за възпроизводство е по-висока, отколкото при самостоятелен начин на живот.